# Нагажма
Нагажма (в верхнем течении — ручей Сарский) — река в России, протекает по территории Анхимовского сельского поселения Вытегорского района Вологодской области. Длина реки — 12 км, площадь водосборного бассейна — 74,8 км².

## Физико-географическая характеристика
Река берёт течёт преимущественно в юго-западном направлении.
Устье реки находится на высоте 58,2 м над уровнем моря в 27 км по правому берегу реки Вытегры, впадающей в Онежское озеро.
В нижнем течении Нагажму пересекает трасса А119 («Вологда — Медвежьегорск — автомобильная дорога Р-21 „Кола“»).
В устье реки расположены посёлок Белоусово и деревня Никольская Гора.
Код объекта в государственном водном реестре — 01040100512202000017664.

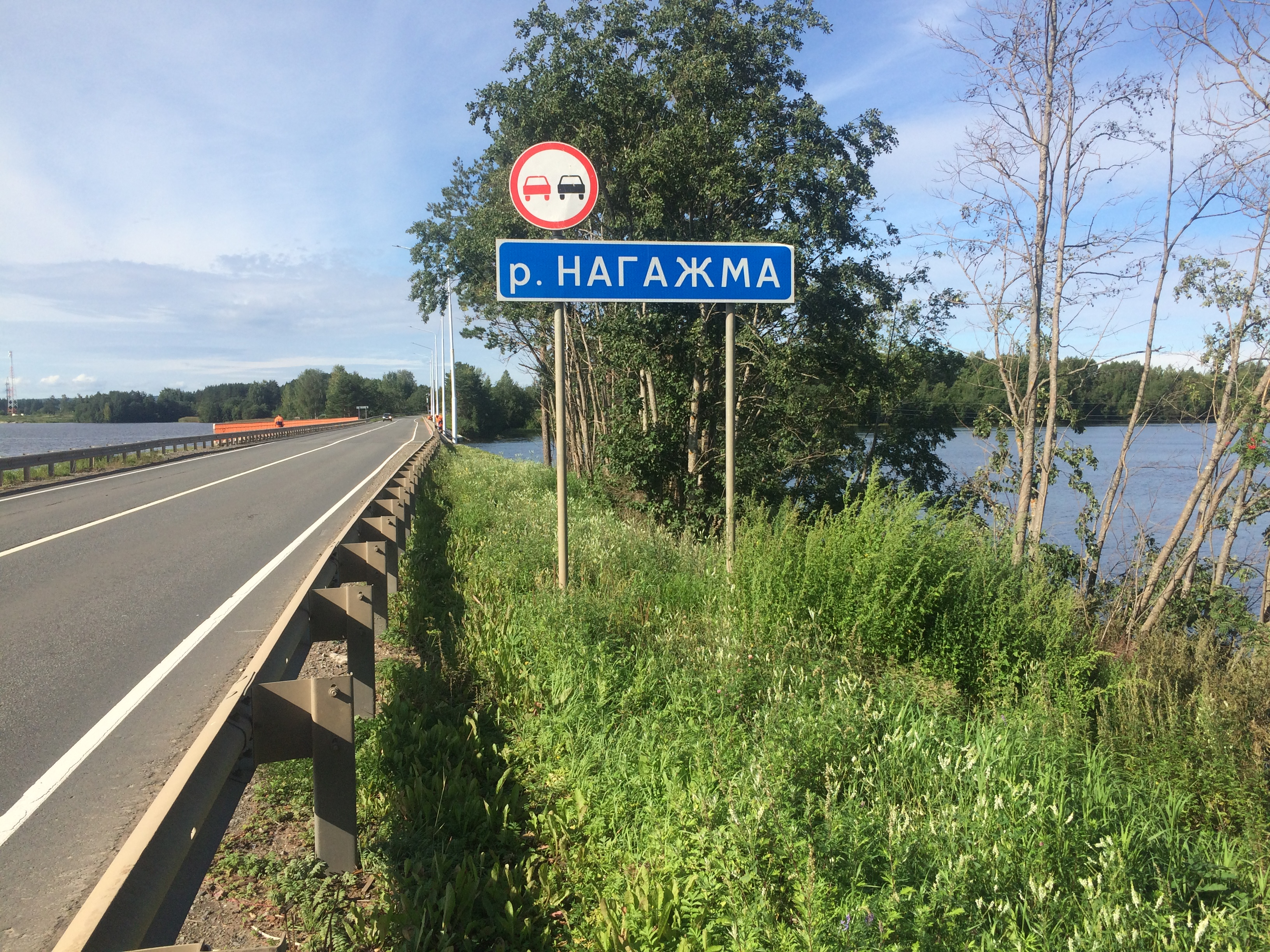
Автомобильный мост и табличка с названием реки